# Wim Verstappen
Pour les articles homonymes, voir Verstappen.
Wim Verstappen (né le 4 mai 1937 à Gemert et mort le 24 juillet 2004 à Amsterdam) est un réalisateur de cinéma et de télévision, un scénariste et un producteur néerlandais.

## Filmographie
- 1966 : De Minder gelukkige terugkeer van Joszef Katus naar het land van Rembrandt
- 1967 : Tag der offenen Tür (TV)
- 1969 : Drop-out
- 1970 : Joop slaat weer toe
- 1971 : Blue Movie (nl) coproduit par Pim de la Parra
- 1972 : VD
- 1974 : Alicia
- 1974 : Dakota
- 1975 : Mens erger je niet
- 1978 : Pastorale 1943 (nl) (d'après le roman homonyme de Simon Vestdijk)
- 1979 : Grijpstra & De Gier
- 1981 : Het verboden bacchanaal (d'après le roman homonyme de Simon Vestdijk)
- 1983 : De zwarte ruiter
- 1987 : De ratelrat (d'après le roman homonyme de Janwillem van de Wetering)